# Влада Станка Радмиловића
Влада Станка Радмиловића је била последње дванаесто Извршно веће СР Србије. Формирана је 5. децембра 1989. и трајала је до 15. јануара 1991. године.

## Историја
У току мандата ове Владе, јануара 1990, одржан је 14. ванредни конгрес СКЈ, на ком је дошло до распада Савеза комуниста Југославије, а потом је дошло до расписивања вишепартијских избора у свим републикама Социјалистичке Федеративне Република Југославија. Потом је Скупштина СР Србије 28. септембра 1990. донела нови Устав, којим је из назива државе избачен префикс „социјалистичка” и расписала прве вишепартијске парламентарне и председнике изборе у Србији, који су одржани 9. децембра 1990. године.
Такође, у току мандата ове Владе, 16. јула 1990, дошло до трансформације владајуће партије (којој је припадала већина министара) — уједињењем Савеза комуниста Србије (СКС) и Социјалистичког савеза радног народа Србије (ССРНС) настала је Социјалистичка партија Србије (СПС).
Ова Влада окончала је свој рад 15. јануара 1991, када је након првих вишестраначких избора СПС освојио апсолутну већину у парламенту и формирао нову Владу Србије на челу са Драгутином Зеленовићем.

## Састав Владе
Састав Владе је био следећи:
| Ресор                                                            | Слика | Министар                  | Странка   | Детаљи                               |
| ---------------------------------------------------------------- | ----- | ------------------------- | --------- | ------------------------------------ |
| Председник Извршног већа                                         |       | проф др Станко Радмиловић | СК Србије |                                      |
| Потпредседник                                                    |       | Мирослав Мишковић         |           | провео на дужности свега шест месеци |
| Потпредседник                                                    |       | Филип Грујић              |           |                                      |
| Потпредседник                                                    |       | Живадин Стефановић        |           |                                      |
| Потпредседник                                                    |       | Душан Михајловић          | СК Србије |                                      |
| Потпредседник                                                    |       | Момчило Трајковић         | СК Србије |                                      |
| Чланови које бира Скупштина                                      |       |                           |           |                                      |
|                                                                  |       | Драгомир Петковић         |           |                                      |
|                                                                  |       | Драган Николић            |           |                                      |
|                                                                  |       | Ђорђе Рошић               |           |                                      |
| Чланови по положају                                              |       |                           |           |                                      |
| Републички секретар за унутрашње послове                         |       | Радмило Богдановић        | СК Србије |                                      |
| Републички секретар за народну одбрану                           |       | Миодраг Јокић             | СК Србије |                                      |
| Републички секретар за односе са иностранством                   |       | др Александар Прља        |           |                                      |
| Републички секретар за финансије                                 |       | Јован Зебић               | СК Србије |                                      |
| Републички секретар за индустрију, енергетику и грађевинство     |       | мр Никола Шаиновић        | СК Србије |                                      |
| Републички секретар за трговину, туризам и угоститељство         |       | мр Петрашин Петрашиновић  |           |                                      |
| Републички секретар за правосуђе и управу                        |       | Сретен Владисављевић      |           |                                      |
| Републички секретар за пољопривреду и шумарство                  |       | др Вељко Симин            |           |                                      |
| Републички секретар за саобраћај и везе                          |       | Костадин Божић            |           |                                      |
| Републички секретар за рад                                       |       | Стојка Ђорђевић           |           |                                      |
| Републички секретар за урбанизам и стамбено-комуналне делатности |       | Бошко Марковић            |           |                                      |
| Републички секретар за образовање, науку и физичку културу       |       | др Данило Марковић        |           |                                      |
| Републички секретар за здравство, социјалну и дечју заштиту      |       | др Владимир Петронић      |           |                                      |
| Републички секретар за заштиту и унапређивање социјалне средине  |       | др Павле Тодоровић        |           |                                      |
| Републички секретар за борачка и инвалидска питања               |       | Андрија Мереник           |           |                                      |
| Републички секретар за културу                                   |       | др Милан Ранковић         |           |                                      |